# Гомбош, Карой
Карой Гомбош (венг. Gombos Károly; род. 3 октября 1981, Будапешт, Венгрия) — венгерский биатлонист и лыжник.

## Биография

### Карьера биатлониста
Впервые выступил на этапах Кубка мира в 2006 году в шведском Эстерсунде. В дебютной индивидуальной гонке Гомбош занял последнее 112-е место. В дальнейшем, в течение нескольких лет, Карой постоянно участвовал в гонках на этапах кубка мира. Однако сильными результатами биатлонист похвастаться не мог, редко попадая в первую сотню лучших.
Со временем Гомбош перестал отбираться на кубок мира и стал выступать на Кубке IBU. Наивысшим местом у спортсмена в общем зачете кубка Европы была 155-я позиция с 14 очками в сезоне 2011/2012.
Карой Гомбош принимал участие в 6 Чемпионатах мира. Лучший результат на них был показан в 2008 году в Эстерсунде - 92 место в индивидуальной гонке.
Лучший результат на этапах Кубка мира спортсмен показал в сезоне 2012/2013. 9 марта 2013 года Гомбош с двумя промахами занял 87-е место в индивидуальной гонке в Сочи.. Такой же результат спортсмен показал спринте и индивидуальной гонке на предолимпийских стартах в Ванкувере в сезоне 2008/2009

### Карьера лыжника
В качестве лыжника Карой Гомбош принимал участие на чемпионате мира в 2009 году. В спринте венгерский спортсмен занял 81-е место. Также он участвовал на этапах Кубка мира.
Самый высокий результат Гомбошем был показан 2 января 2010 года. В турнире, проходившем под эгидой FIS в австрийском Рамзау, венгр занял 17-е место в гонке на 10 км.